# 連合王国貴族
連合王国貴族（れんごうおうこくきぞく、英: Peerage of the United Kingdom）は、1801年に合同法によりグレートブリテン及びアイルランド連合王国が成立してから授爵された貴族の総称。

## 概要

### 臣民爵位
連合王国貴族は、公爵 (Duke, Duchess)、侯爵 (Marquess, Marchioness)、伯爵 (Earl, Countess)、子爵 (Viscount, Viscountess)、男爵 (Baron, Baroness) で構成される。すべて世襲制だが、1958年の一代貴族法により男爵のみ世襲 (Hereditary baron) と功労による一代限り (Life baron) とがある。なお、日本語で準男爵と一般的に訳されているbaronetは貴族 (peerage) には含まれない。
王族でない公爵創設は1900年のファイフ公爵が最後であり、侯爵の創設は1926年のレディング侯爵が最後であった。1964年にハロルド・ウィルソンの労働党政権が成立後はほとんど授爵が絶えており、1984年にハロルド・マクミランがストックトン伯爵となってから創設がない。
なお、アイルランド貴族については、合同法成立以後も連合王国貴族とは別に新たな貴族が創設されているが、こちらも1898年のカーゾン男爵の新設が最後となった。
1999年貴族院法が成立後、連合王国貴族を含めた世襲貴族の議席は92議席に限定された
貴族は尊称としてLordやLadyを名前の前に付けるが、個人名そのものをLordやLadyの付いたものに改名する偽貴族詐欺も横行している。

### 王族爵位
王族の公爵創設は合同法以降、王太子に自動的に与えられる爵位（コーンウォール公爵とロスシー公爵）を除き15ある（女王エリザベス2世の王配フィリップを含む）が、現存する王族爵位は6つである。王族としての範囲を外れて連合王国貴族となると、創成年月に合わせて序列はそれより古い臣民爵位の下位に列することとなるが、2024年現在王族の範囲を外れた爵位は存在しない（3世以降は王子号を有さないため王族では無くなるが、上記の6つ以外の称号はその前に断絶するか保有者の国王即位により王冠に統合されており、唯一家系が継続しているオールバニ公爵は称号剥奪法により爵位を剥奪されている）。
王族の爵位はグレートブリテン貴族時代はイングランドとスコットランドの地名を組み合わせた二重地名の公爵位として創設されていたが（例：ヨーク=オールバニ公）、連合王国貴族となって以降はイングランド・スコットランド・アイルランドのそれぞれ1つずつの地名を、公爵・伯爵・男爵の組み合わせで授けられる。ジョージ3世の9人の男子の内、末の2王子からが連合王国貴族爵位での叙爵者である。
王族が各地で公務する場合に地名に基づいた爵位を名乗る（ウェールズではイングランドの爵位を使用し、海外公務の際は原則として最上位爵位である公爵号を使用）が、有爵者たる王族の長男が儀礼称号を使用する場合は保有爵位の2番目の称号である伯爵号を、地名に関わらずに名乗ることとなる。例外として先王エリザベスの三男エドワード王子は結婚に際してウェセックス伯爵・セヴァーン子爵という組み合わせで叙爵されたが、これはエドワードが近い将来エディンバラ公位を授けられることが予定されたためである。この時エディンバラ公であった父フィリップの死後、エディンバラ公位は長兄チャールズによって継承されるが、チャールズはいずれ国王となることからエディンバラ公位は王冠に統合される。そのあかつきに、王弟たるエドワードにあらためてエディンバラ公を授けるというものであった。この公約により、エリザベスの崩御により即位したチャールズは2023年、エドワードにエディンバラ公位を叙爵した。但しこの時の叙爵に際してイングランド・アイルランドの地名に基づく爵位は同時に創設されず、ウェセックス伯爵位がその代替を果たしている。またこれとは別に、両親が長命であったために、母エリザベスからエディンバラ公叙爵までの間スコットランドでの公務時に使用出来るようフォーファー伯爵位が授けられていた（エディンバラ公叙爵後も、この爵位はエドワードが引き続き保有している）。
王族の次男以降、即ち国王の次男の次男等の傍系王族には爵位は創設されない。実際には王族2世が男兄弟となる例は極端に少なく、合同法以降では本家の爵位褫奪後に誕生した例（オールバニ公家）、父親が国王に即位し1世王族となった例（第6期ヨーク公家）、爵位継承者たる長男が早世し分家が発生しなかった例（グロスター公家）などが相次いだことで、格別の対応の必要が無かった。しかしケント公爵家では次男であるマイケル王子が何れの先例も得ないまま成人し、初めて王族公爵の非継承者として一家を持っている。しかし2024年現在に至るまで、マイケルへの叙爵は行われておらず、これ以降も2世王族の傍系への叙爵例は無い。

## 現存する連合王国貴族一覧（臣民爵位のみ）

### 公爵家
1. ウェリントン公爵（1814年）ウェルズリー家
2. サザーランド公爵（1833年）エジャートン家
3. ウェストミンスター公爵（1874年）グローヴナー家
4. ファイフ公爵（1900年）カーネギー家

### 侯爵家
1. エクセター侯爵（1801年）セシル家
2. ノーサンプトン侯爵（1812年）コンプトン家
3. カムデン侯爵（英語版）（1815年）プラット家
4. アングルシー侯爵（英語版）（1815年）パジェット家
5. チャムリー侯爵（1815年）チャムリー家
6. アイルズベリー侯爵（1821年）ブルーデネル＝ブルース家
7. ブリストル侯爵（英語版）（1826年）ハーヴェイ家
8. エイルザ侯爵（1831年）ケネディ家
9. ノーマンビー侯爵（1838年）フィップス家
10. アバーガヴェニー侯爵（1876年）ネヴィル家
11. ゼットランド侯爵（1892年）ダンダス家
12. リンリスゴー侯爵（1902年）ホープ家
13. アバディーン＝テメイア侯爵（1916年）ゴードン家（英語版）
14. ミルフォード・ヘイヴン侯爵（1917年）マウントバッテン家
15. レディング侯爵（1926年）アイザックス家

### 伯爵家
1. ロスリン伯爵（英語版）(1801年) ： セント・クレアー＝アースキン家
2. クレイヴン伯爵（英語版）(1801年) ： クレイヴン家
3. オンズロー伯爵(1801年) ： オンズロー家
4. ロムニー伯爵（英語版）(1801年) ： マーシャム家
5. チチェスター伯爵(1801年) ： ペラム家
6. ウィルトン伯爵(1801年) ： グローヴナー家
7. ポウィス伯爵(1804年) ： ハーバート家（英語版）
8. ネルソン伯爵(1805年) ： ネルソン家
9. グレイ伯爵(1806年) ： グレイ家
10. ロンズデール伯爵(1807年) ： ラウザー家（英語版）
11. ハロービー伯爵（英語版）(1809年) ： ライダー家
12. ハーウッド伯爵 (1812年) ： ラッセルズ家
13. ミントー伯爵(1813年) ： エリオット＝マーレイ＝キニンマウンド家
14. カスカート伯爵（英語版）(1814年) ： カスカート家
15. ヴェルラム伯爵(1815年) ： グリムストン家
16. セント・ジャーマンズ伯爵（英語版）(1815年) ： エリオット家
17. モーレイ伯爵（英語版）(1815年) ： パーカー家
18. ブラッドフォード伯爵（英語版）(1815年) ： ブリッジマン家
19. エルドン伯爵（英語版）(1821年) ： スコット家
20. ハウ伯爵(1821年) ： カーゾン家
21. ストラドブローク伯爵（英語版）(1821年) ： ラウス家
22. ストーのテンプル伯爵(1821年) ： テンプル＝ゴア＝ラントン家
23. コーダー伯爵（英語版）(1827年) ： キャンベル家（英語版）
24. リッチフィールド伯爵（英語版）(1831年) ： アンソン家
25. ダラム伯爵(1833年) ： ラムトン家
26. グランヴィル伯爵(1833年) ： ルーソン＝ゴア家（英語版）
27. エフィンガム伯爵(1837年) ： ハワード家
28. デュシー伯爵（英語版）(1837年) ： モートン家
29. ヤーバラ伯爵（英語版）(1837年) ： ペラム家
30. レスター伯爵(1837年) ： コーク家
31. ゲインズバラ伯爵(1841年) ： ノエル家
32. ストラフォード伯爵(1847年) ： ビング家
33. コッテナム伯爵(1850年) ： ペピス家
34. カウリー伯爵（英語版）(1857年) ： ウェルズリー家
35. ダドリー伯爵（英語版）(1860年) ： ウォード家
36. ラッセル伯爵(1861年) ： ラッセル家
37. クロマーティ伯爵(1861年) ： マッケンジー家（英語版）
38. キンバリー伯爵(1866年) ： ウッドハウス家
39. ウォーンクリフ伯爵(1876年) ： モンタギュー＝ステュアート＝ウォートリー家
40. ケアンズ伯爵(1878年) ： ケアンズ家
41. リットン伯爵(1880年) ： リットン家
42. セルボーン伯爵(1882年) ： パーマー家
43. イデスリー伯爵(1885年) ： ノースコート家
44. クランブルック伯爵(1892年) ： ゲイソン＝ハーディ家
45. クローマー伯爵(1901年) ： ベアリング家
46. プリマス伯爵(1905年) ： ウィンザー＝クライヴ家
47. リヴァプール伯爵(1905年) ： フォジャム家
48. セント・アルドウィン伯爵(1915年) ： ヒックス＝ビーチ家
49. ビーティー伯爵(1919年) ： ビーティー家
50. ヘイグ伯爵（英語版）(1919年) ： ヘイグ家
51. アイヴァー伯爵(1919年) ： ギネス家
52. バルフォア伯爵(1922年) ： バルフォア家
53. オックスフォード＝アスキス伯爵(1925年) ： アスキス家（英語版）
54. ジェリコー伯爵(1925年) ： ジェリコー家
55. インチケープ伯爵(1929年) ： マッカイ家
56. ピール伯爵(1929年) ： ピール家
57. ビュードリーのボールドウィン伯爵(1937年) ： ボールドウィン家
58. ハリファックス伯爵(1944年) ： ウッド家
59. ゴーリー伯爵（英語版）(1945年) ： ラスヴェン家（英語版）
60. ドワイフォーのロイド＝ジョージ伯爵(1945年) ： ロイド・ジョージ家
61. ビルマのマウントバッテン伯爵(1947年) ： ナッチブル家
62. チュニスのアレグザンダー伯爵(1952年) ： アレクサンダー家
63. スウィントン伯爵(1955年) ： カンリフ＝リスター家
64. アトリー伯爵(1955年) ： アトリー家
65. ウォールトン伯爵(1956年) ： マーキス家
66. スノードン伯爵(1961年) ： アームストロング＝ジョーンズ家
67. ストックトン伯爵(1984年) ： マクミラン家 ※2015年現在、臣民に対して与えられた最後の世襲貴族爵位。

### 子爵家
1. セント・ヴィンセント子爵 (1801) ジャービス家
2. メルヴィル子爵 (1802) ダンダス家
3. シドマス子爵 (1805年) アディントン家
4. エクスマス子爵 (1816) ペルー家
5. コンバーミア子爵（英語版） (1827) ステイプルトン＝コットン家
6. ヒル子爵（英語版） (1842) クレッグ＝ヒル家
7. ハーディング子爵 (1846) ハーディング家
8. ゴフ子爵 (1849年) ゴフ家
9. ブリッドポート子爵 (1868) ネルソン・フッド家
10. ポートマン子爵 (1873) ポートマン家
11. ハムデン子爵（英語版） (1884) ブランド家
12. ハンブルデン子爵（英語版） (1891) スミス家
13. ナッツフォード子爵（英語版） (1895) ホランド＝ヒバート家
14. イーシャー子爵 (1897) ブレット家
15. ゴッシェン子爵 (1900年) ゴッシェン家
16. リドレー子爵 (1900) リドレー家
17. クーロスのコルヴィル子爵 (1902) コルヴィル家
18. セルビー子爵（英語版） (1905) ガリー家
19. ノールズ子爵 (1911) ノールズ家（英語版）
20. アレンデール子爵（英語版） (1911) ボーモント家（英語版）
21. チルストン子爵（英語版） (1911)エイカーズ＝ダグラス家
22. スカーズデール子爵 (1911) カーゾン家
23. マージー子爵 (1916) ビッガム家
24. カウドレー子爵 (1917) ピアソン家
25. デヴォンポート子爵 (1917) キアリー家
26. アスター子爵 (1917) アスター家
27. ウィンボーン子爵（英語版） (1918) ゲスト家（英語版）
28. セント・デイヴィッズ子爵 (1918) フィリップス家
29. ロザミア子爵 (1919) ハームズワース家
30. アレンビー子爵 (1919) アレンビー家
31. チェルムスファド子爵 (1921) セシジャー家
32. ロング子爵（英語版） (1921) ロング家
33. アルスウォーター子爵 (1921) ラウザー家（英語版）
34. レッキーのヤンガー子爵 (1923) ヤンガー家
35. ベアーステッド子爵（英語版） (1925) サミュエル家
36. クレイガヴォン子爵（英語版） (1927) クレイグ家
37. ブリッジマン子爵 (1929) ブリッジマン家
38. ヘイルシャム子爵 (1929) ホッグ家
39. ブレントフォード子爵（英語版） (1929) ジョインソン＝ヒックス家
40. バックマスター子爵（英語版） (1932) バックマスター家
41. ブレディスロー子爵 (1935) バサースト家
42. ハンワース子爵 (1936) ポロック家（英語版）
43. トレンチャード子爵 (1936) トレンチャード家
44. サミュエル子爵 (1937) サミュエル家
45. ドックスフォードのランシマン子爵（英語版） (1937) ランシマン家
46. デイヴィッドソン子爵（英語版） (1937) デイヴィッドソン家
47. ヴィアー子爵（英語版） (1938) ヴィアー家
48. カルデコート子爵（英語版） (1939) インスキップ家
49. キャムローズ子爵 (1941) ベリー家
50. スタンスゲート子爵 (1942) ベン家
51. マーゲッソン子爵 (1942) マーゲッソン家
52. ダヴェントリー子爵 (1943) フィッツロイ家
53. アディソン子爵 (1945) アディソン家
54. ケムズリー子爵 (1945) ベリー家
55. マーチウッド子爵（英語版） (1945) ペニー家
56. アラメインのモントゴメリー子爵 (1946) モントゴメリー家
57. ウェイヴァーリー子爵 (1952) アンダーソン家（英語版）
58. サーソー子爵 (1952) シンクレアー家（英語版）
59. ブルックバラ子爵 (1952) ブルック家
60. ノリッジ子爵（英語版） (1952) クーパー家
61. レザーズ子爵（英語版） (1954) レザーズ家
62. ソウルベリー子爵 (1954) ラムザバザム家
63. シャンドス子爵 (1954) リトルトン家
64. マルバーン子爵（英語版） (1955) ハギンズ家
65. ド・リール子爵 (1956) シドニー家
66. ブレンチリーのモンクトン子爵（英語版） (1957) モンクトン家
67. テンビー子爵 (1957) ロイド・ジョージ家
68. ハリファックスのマッキントッシュ子爵（英語版） (1957) マッキントッシュ家
69. ダンロッシル子爵 (1959) モリソン家
70. フィンドホーンのステュアート子爵（英語版） (1959) ステュアート家
71. ロッチデール子爵（英語版） (1960) ケンプ家
72. スリム子爵 (1960) スリム家
73. ヘッド子爵（英語版） (1960) ヘッド家
74. マートンのボイド子爵（英語版） (1960) レノックス＝ボイド家
75. ミルズ子爵（英語版） (1962) ミルズ家
76. ブレイクナム子爵 (1963) ヘア家
77. エクルズ子爵 (1964)エクルズ家
78. ディルホーン子爵 (1964) マニンガム＝ブラー家

### 男爵家
1. エレンバラ男爵 (1802年) ロー家
2. マナーズ男爵（英語版） (1807年) マナーズ家
3. チャーチル男爵(1815年) スペンサー家
4. ハリス男爵（英語版） (1815年) ハリス家
5. レイヴンズワース男爵（英語版） (1821年) リデル家
6. ディラミア男爵 (1821年) チヤムリー家
7. フォレスター男爵（英語版） (1821年) ウェルド＝フォレスター家
8. レイリー男爵 (1821年) ストラット家
9. ギフォード男爵（英語版） (1824年) ギフォード家
10. フェバーシャム男爵（英語版） (1826年) ダンクーム家
11. シーフォード男爵 (1826年) エリス家
12. プランケット男爵 (1827年) プランケット家
13. ヘッツベリー男爵 (1828年) エイコート家
14. スケルマーズデール男爵（英語版） (1828年) ブートル＝ウィルブラハム家
15. ウィンフォード男爵（英語版） (1829年) ベスト家
16. キルマーノック男爵 (1831年) ボイド家（英語版）
17. ポルティモア男爵 (1831年) バンプフィルド家
18. モスティン男爵 (1831年) モスティン家
19. ド・ソーマレズ男爵（英語版） (1831年) ソーマレズ家
20. デンマン男爵(1834年) デンマン家
21. アビンガー男爵（英語版） (1835年) スカーレット家
22. アシュバートン男爵 (1835年) ベアリング家
23. ハザートン男爵（英語版） (1835年) リトルトン家
24. ストラセデン＝キャンベル男爵（英語版） (1836年) キャンベル家
25. ド・モーリー男爵 (1838年) ポンソンビー家
26. ロッテスリー男爵 (1838年) ロッテスリー家
27. サドリー男爵（英語版） (1838年) ハンブリー＝トレーシー家
28. マスーアン男爵（英語版） (1838年) マスーアン＝キャンベル家
29. リー男爵 (1839年) リー家
30. ブランドンのモンティーグル男爵（英語版） (1839年) スプリング＝ライス家
31. コングルトン男爵（英語版） (1841年) パーネル家
32. ヴィヴィアン男爵（英語版） (1841年) ヴィヴィアン家（英語版）
33. ロンデスバラ男爵（英語版） (1850年) デニソン家
34. ド・フレイン男爵（英語版） (1851年) フレンチ家
35. ラグラン男爵 (1852年) サマセット家
36. ベロッパー男爵（英語版） (1856年) ストラット家
37. チェシャム男爵 (1858年) キャヴェンディッシュ家
38. チャーストン男爵（英語版） (1858年) ヤード＝ブラー家
39. ルコンフィールド男爵 (1859年)/エグルモント男爵 (1963年) ウィンダム家
40. ライヴデン男爵（英語版） (1859年) ヴァーノン家
41. ブルーム＝ヴォークス男爵 (1860年) ブルーム家
42. ウェストベリー男爵（英語版） (1861年) ベセル家
43. アナリー男爵（英語版） (1863年) ホワイト家
44. ノースブルック男爵 (1866年) ベアリング家
45. ヒルトン男爵（英語版） (1866年) ジョリフ家
46. ペンリン男爵 (1866年) ダグラス＝ペナント家
47. オニール男爵（英語版） (1868年) チチェスター家
48. マグダラのネイピア男爵 (1868年) ネイピア家
49. ローレンス男爵 (1869年) ローレンス家
50. アクトン男爵 (1869年) ライオン＝ダルバーグ＝アクトン家
51. ウォルヴァートン男爵（英語版） (1869年) グリン家
52. オハーガン男爵（英語版） (1870年) ストレイチー家
53. サンドハースト男爵（英語版） (1871年) マンスフィールド家
54. アバーデア男爵 (1873年) ブルース家
55. モンクリフ男爵（英語版） (1874年) モンクリフ家
56. コールリッジ男爵（英語版） (1874年) コールリッジ家
57. コッテルロー男爵（英語版） (1874年) フレマントル家
58. ハンプトン男爵（英語版） (1874年) パッキントン家（英語版）
59. ハーレック男爵（英語版） (1876年) オームズビー＝ゴア家
60. トルマッシュ男爵（英語版） (1876年) トルマッシュ家（英語版）
61. ジェラルド男爵（英語版） (1876年) ジェラルド家
62. サックヴィル男爵（英語版） (1876年) サックヴィル＝ウェスト家
63. ノートン男爵（英語版） (1878年) アダレイ家
64. トレヴァー男爵（英語版） (1880年) ヒル＝トレヴァー家
65. アムトヒル男爵 (1881年) ラッセル家
66. ダーウェント男爵（英語版） (1881年) ヴァンデン＝ベンデ＝ジョンストン家
67. ホスフィールド男爵（英語版） (1881年) タフトン家
68. テニソン男爵 (1884年) テニソン家
69. ストラスペイ男爵 (1884年) グラント家（英語版）
70. モンク・ブレットン男爵（英語版） (1884年) ドッドソン家
71. ノースボーン男爵（英語版） (1884年) ジェイムズ家
72. ロスチャイルド男爵 (1885年) ロスチャイルド家
73. レヴェルストーク男爵 (1885年) ベアリング家
74. モンクスウェル男爵 (1885年) コリアー家
75. アシュボーン男爵 (1885年) ギブソン家
76. セント・オズヴァルド男爵（英語版） (1885年) ウィン家
77. ボーリューのモンタギュー男爵（英語版） (1885年) ダグラス＝スコット＝モンタギュー家（英語版）
78. ヒンドリップ男爵（英語版） (1886年) オールソップ家
79. グリムソープ男爵（英語版） (1886年) ベケット家
80. ディーエルのハミルトン男爵 (1886年) ハミルトン家
81. セント・レヴァン男爵 (1887年) セント・オービン家
82. ベイジング男爵（英語版） (1887年) スクレーター＝ボース家
83. ド・ラムジー男爵 (1887年) エイルウィン＝フェローズ家
84. アディントン男爵 (1887年) ハバード家
85. サヴィル男爵（英語版） (1888年) ラムリー＝サヴィル家
86. アシュコーム男爵 (1892年) キュービット家
87. クローショー男爵（英語版） (1892年) ブルックス家
88. ハックニーのアマースト男爵 (1892年) セシル家
89. ニュートン男爵 (1892年) リー家（英語版）
90. ダンリース男爵（英語版） (1892年) マルホランド家
91. スウォンジー男爵（英語版） (1893年) ヴィヴィアン家（英語版）
92. ハンズドンのアルデンハム男爵（英語版） (1896年) ギブス家
93. ホルムパトリック男爵（英語版） (1897年) ハミルトン家
94. バートン男爵（英語版） (1897年) ベイリー家
95. グレイナスク男爵（英語版） (1899年) ベイリー家
96. クランワース男爵（英語版） (1899年) ガードン家
97. エイヴベリー男爵 (1900年) ラボック家
98. キラニン男爵 (1900年) モリス家
99. ストラスコーナ・アンド・マウントロイヤル男爵 (1900年) ハワード家
100. キンロス男爵（英語版） (1902年) バルフォア家
101. シャトルワース男爵 (1902年) ケイ＝シャトルワース家
102. グレンフェル男爵（英語版） (1902年) グレンフェル家
103. リーズデール男爵 (1902年) ミットフォード家
104. バーナム男爵（英語版） (1903年) ローソン家
105. ビダルフ男爵（英語版） (1903年) ビダルフ家
106. ダンビーのリッチー男爵（英語版） (1905年) リッチー家
107. ヘムヒル男爵（英語版） (1906年) マーティン＝ヘムヒル家
108. ジョイシー男爵（英語版） (1906年) ジョイシー家
109. ナンバーンホルム男爵（英語版） (1906年) ウィルソン家
110. スウェイスリング男爵 (1907年) モンタギュー家
111. ブライス男爵（英語版） (1907年) ブレイス家
112. マーチャムリー男爵（英語版） (1908年) ホワイトリー家
113. ゴーエル男爵（英語版） (1909年) バーンズ家
114. フィッシャー男爵 (1909年) フィッシャー家
115. キルブラッケン男爵（英語版） (1909年) ゴドリー家
116. ペンズハーストのハーディング男爵 (1910年) ハーディング家
117. ド・ヴィリアーズ男爵（英語版） (1910年) ド・ヴィリアーズ家
118. グレンコナー男爵（英語版） (1911年) テナント家
119. アバーコンウェイ男爵（英語版） (1911年) マクラーレン家
120. マーサー男爵（英語版） (1911年) トレヴァー＝ルイス家
121. ロワーレン男爵（英語版） (1911年) コーベット家
122. ハイドのアシュトン男爵 (1911年) アシュトン家
123. レイブンズデール男爵 (1911年) モズレー家
124. ホレンデン男爵（英語版） (1912年) ホープ＝モーレイ家
125. パーモア男爵（英語版） (1914年) クリップス家
126. カンリフ男爵（英語版） (1914年) カンリフ家
127. レンベリー男爵（英語版） (1915年) バックリー家
128. ファーリンドン男爵（英語版） (1916年) ヘンダーソン家
129. ショーネシー男爵（英語版） (1916年) ショーネシー家
130. ラスクリーダン男爵（英語版） (1916年) ノートン家
131. サマーレイトン男爵（英語版） (1916年) クロスリー家
132. カーノック男爵 (1916年) ニコルソン家（英語版）
133. ビーヴァーブルック男爵 (1917年) エイトケン家
134. ゲインフォード男爵（英語版） (1917年) ピース家（英語版）
135. フォーティヴィオット男爵（英語版） (1917年) デュワー家（英語版）
136. コルウィン男爵 (1917年) ハミルトン＝スミス家
137. ジスバラ男爵（英語版） (1917年) シャロナー家
138. モリス男爵（英語版） (1918年) モリス家
139. カウリー男爵（英語版） (1918年) カウリー家
140. テリントン男爵（英語版） (1918年) ウッドハウス家
141. グレナーサー男爵 (1918年) アーサー家
142. フィリモア男爵（英語版） (1918年) フィリモア家
143. インヴァーフォース男爵（英語版） (1919年) ヴィアー家
144. シンハ男爵（英語版） (1919年) シンハ家
145. カルツのコクラン男爵（英語版） (1919年) コクラン家
146. クルーイド男爵（英語版） (1919年) ロバーツ家
147. リヴァプールのラッセル男爵 (1919年) ラッセル家
148. スウィンフェン男爵 (1919年) スウィンフェン＝イーディ家
149. メストン男爵（英語版） (1919年) メストン家
150. アシュボーンのカレン男爵 (1920年) コケイン家
151. トレヴェシン男爵 (1921年)/オークシー男爵 (1947年) ローレンス家
152. グレンディーネ男爵（英語版） (1922年) ニヴィソン家
153. マントン男爵（英語版） (1922年) ワトソン家
154. フォレス男爵（英語版） (1922年) ウィリアムソン家
155. ヴェスティー男爵（英語版） (1922年) ヴェスティー家
156. ボリック男爵 (1922年) ボリック家
157. マクレイ男爵（英語版） (1922年) マクレイ家
158. ベセル男爵 (1922年) ベセル家
159. ダーリング男爵（英語版） (1924年) ダーリング家
160. ソウザンのバンベリー男爵（英語版） (1924年) バンベリー家
161. メリベール男爵（英語版） (1925年) デューク家
162. ブラッドベリー男爵（英語版） (1926年) ブラッドベリー家
163. グリーンウェイ男爵（英語版） (1927年) グリーンウェイ家
164. ヘイター男爵（英語版） (1927年) チャブ家
165. コーンウォリス男爵 (1927年) コーンウォリス家
166. デアズベリー男爵（英語版） (1927年) グリーンオール家
167. ラクソール男爵 (1928年) ギブズ家
168. レムナント男爵（英語版） (1928年) レムナント家
169. モイニハン男爵 (1929年) モイニハン家
170. クレイグマイル男爵（英語版） (1929年) ショー家
171. ダルヴァートン男爵（英語版） (1929年) ウィリス家
172. ルーク男爵（英語版） (1929年) ジョンストン家
173. アルビンガム男爵（英語版） (1929年) ヤーバーグ家
174. ベーデン＝パウエル男爵 (1929年) ベーデン＝パウエル家
175. シュールブレードのポンソンビー男爵 (1930年) ポンソンビー家
176. ディキンソン男爵（英語版） (1930年) ディキンソン家
177. ノエル＝バクストン男爵（英語版） (1930年) ノエル＝バクストン家
178. ペンリスのハワード男爵 (1930年) ハワード家
179. ロチェスター男爵 (1931年) ラム家
180. セルズドン男爵 (1932年) ミッチェル＝トムソン家
181. モイン男爵 (1932年) ギネス家
182. デイヴィーズ男爵（英語版） (1932年) デイヴィーズ家
183. ランケイラー男爵（英語版） (1932年) ホープ家
184. ブロケット男爵（英語版） (1933年) ノール＝ケイン家
185. ミルン男爵（英語版） (1933年) ミルン家
186. レネル男爵 (1933年) ロッド家
187. モティストン男爵（英語版） (1933年) シーリー家
188. アイリフ男爵（英語版） (1933年) アイリフ家
189. パーマー男爵 (1933年) パーマー家
190. ロックリー男爵 (1934年) セシル家
191. エルトン男爵 (1934年) エルトン家
192. ウェイクハースト男爵 (1934年) ローダー家
193. ヘスケス男爵（英語版） (1935年) ファーマー・ヘスケス家
194. トウィーズミュア男爵 (1935年) バカン家
195. ウィグラム男爵（英語版） (1935年) ウィグラム家
196. リヴァーデール男爵（英語版） (1935年) バルフォア家
197. メイ男爵（英語版） (1935年) メイ家
198. ケネット男爵（英語版） (1935年) ヤング家
199. ストラスカーロン男爵（英語版） (1936年) マクファーソン家
200. カットー男爵 (1936年) カットー家
201. ウィンドルシャム男爵 (1937年) ヘネシー家
202. マンクロフト男爵 (1937年) マンクロフト家
203. マクゴワン男爵（英語版） (1937年) マクゴワン家（英語版）
204. デナム男爵 (1937年) ボウヤー家
205. リー男爵 (1937年) リー家
206. カドマン男爵（英語版） (1937年) カドマン家
207. ケニルワース男爵（英語版） (1937年) シドレー家
208. ペンダー男爵（英語版） (1937年) デニソン＝ペンダー家
209. ロボロー男爵（英語版） (1938年) ロペス家
210. アペソープのブラッシー男爵（英語版） (1938年) ブラッシー家
211. スタンプ男爵（英語版） (1938年) スタンプ家
212. ビスター男爵（英語版） (1938年) スミス家
213. ミルフォード男爵 (1939年) フィリップス家
214. ハンキー男爵（英語版） (1939年) ハンキー家
215. ハームズワース男爵 (1939年) ハームズワース家
216. ロザーウィック男爵 (1939年) ケイザー家
217. グレントラン男爵（英語版） (1939年) ディクソン家
218. トライオン男爵 (1940年) トライオン家
219. クロフト男爵（英語版） (1940年) クロフト家
220. テヴィオット男爵 (1940年) カー家
221. ネイサン男爵（英語版） (1940年) ネイサン家
222. リース男爵 (1940年) リース家
223. キンダースリー男爵（英語版） (1941年) キンダースリー家
224. アイアンサイド男爵 (1941年) アイアンサイド家
225. レイサム男爵（英語版） (1942年) レイサム家
226. ウェッジウッド男爵（英語版） (1942年) ウェッジウッド家（英語版）
227. ゲッデス男爵 (1942年) ゲッデス家
228. ブランティスフィールド男爵（英語版） (1942年) ウォレンダー家
229. タラのブラバゾン男爵 (1942年) ムーア＝ブラバゾン家
230. キーズ男爵（英語版） (1943年) キーズ家
231. ヘイミングフォード男爵（英語版） (1943年) ハーバート家
232. モラン男爵（英語版） (1943年) ウィルソン家
233. キラーン男爵 (1943年) ランプソン家
234. ダウディング男爵 (1943年) ダウディング家
235. グレットン男爵（英語版） (1944年) グレットン家
236. ウェストウッド男爵（英語版） (1944) ウェストウッド家
237. ヘーズルリッグ男爵（英語版） (1945年) ヘーズルリッグ家
238. ハッキング男爵（英語版） (1945年) ハッキング家
239. チェットウッド男爵（英語版） (1945年) チェットウッド家
240. サンドフォード男爵（英語版） (1945年) エドモンドソン家
241. オルトリナム男爵 (1945年) グリッグ家
242. ブロードブリッジ男爵（英語版） (1945年) ブロードブリッジ家
243. マウントエヴァンズ男爵 (1945年) エヴァンズ家
244. バイカー男爵（英語版） (1945年) リンゼイ家
245. ピアシー男爵（英語版） (1945年) ピアシー家
246. チョーリー男爵（英語版） (1945年) チョーリー家
247. カルバーリー男爵（英語版） (1945年) マフ家
248. テダー男爵（英語版） (1946年) テダー家
249. コルグレイン男爵 (1946年) キャンベル家
250. ダーウェン男爵（英語版） (1946年) デイヴィーズ家
251. チルワースのルーカス男爵 (1946年) ルーカス家
252. シェパード男爵 (1946年) シェパード家
253. ニューオール男爵（英語版） (1946年) ニューオール家
254. ラグビー男爵（英語版） (1947年) マッフィー家
255. レイトン男爵（英語版） (1947年) レイトン家
256. ウィゼンショウウのサイモン男爵（英語版） (1947年) サイモン家
257. カーショウ男爵（英語版） (1947年) カーショウ家
258. トレフガン男爵 (1947年) トレフガン家
259. クローク男爵（英語版） (1947年) クローク家
260. アムウェル男爵（英語版） (1947年) モンタギュー家
261. ミルヴァートン男爵（英語版） (1947年) リチャーズ家
262. クライズミュア男爵 (1948年) コルヴィル家
263. バーデン男爵（英語版） (1950年) バーデン家
264. ヘイデン＝ゲスト男爵 (1950年) ヘイデン＝ゲスト家
265. シルキン男爵 シルキン家（爵位一代放棄中）
266. ハイブス男爵（英語版） (1950年) ハイブス家
267. オグモア男爵（英語版） (1950年) リーズ＝ウィリアムズ家
268. ケンウッドのモリス男爵（英語版） (1950年) モリス家
269. ドルモッチャーのマクファーソン男爵（英語版） (1951年) マクファーソン家
270. ケンズウッド男爵（英語版） (1951年) ホイットフィールド家
271. フレイバーグ男爵 (1951年) フレイバーグ家
272. リーズのミルナー男爵（英語版） (1951年) ミルナー家
273. カークウッド男爵（英語版） (1951年) カークウッド家
274. ワイズ男爵（英語版） (1951年) ワイズ家
275. ジェフリーズ男爵（英語版） (1952年) ジェフリーズ家
276. ラスカヴァン男爵（英語版） (1953年) オニール家
277. ベイルー男爵（英語版） (1953年) ベイルー家
278. グランチェスター男爵 (1953年) スエンソン＝テイラー家
279. コルレーン男爵 (1954年) ロウ家
280. タズバーグのハーヴィー男爵（英語版） (1954年) ハーヴィー家
281. グライドリー男爵（英語版） (1955年) グライドリー家
282. ストラサモンド男爵（英語版） (1955年) フレイザー家
283. ストラスクライド男爵 (1955年) ガルブレイス家
284. クリザーロー男爵（英語版） (1955年) アシュトン家
285. マクネイア男爵（英語版） (1955年) マクネイア家
286. コリトン男爵（英語版） (1956年) ホプキンソン家
287. ヒーヴァーのアスター男爵 (1956年) アスター家
288. クリーヴのシンクレアー男爵（英語版） (1957) シンクレアー家
289. ブリッジズ男爵 (1957年) ブリッジズ家
290. ノリー男爵（英語版） (1957年) ノリー家
291. バーケット男爵 (1958年) バーケット家
292. ペザートンのハーディング男爵（英語版） (1958年) ハーディング家
293. プール男爵（英語版） (1958年) プール家
294. ルーツ男爵（英語版） (1959年) ルーツ家
295. ネザーホープ男爵（英語版） (1959年) ターナー家
296. クラットホーン男爵 (1959年) ダグデール家
297. スペンズ男爵（英語版） (1959年) スペンズ家（英語版）
298. マックアンドリュー男爵（英語版） (1959年) マックアンドリュー家
299. ストラフォードのネルソン男爵（英語版） (1960年) ネルソン家
300. グレンデールのホウィック男爵 (1960年) ベアリング家
301. アヨットのサンダーソン男爵 (1960年) サンダーソン家 (爵位一代放棄中)
302. コボールド男爵 (1960年) リットン＝コボルド家
303. オークリッジのロバートソン男爵（英語版） (1961年) ロバートソン家
304. ブロートンのマークス男爵 (1961年) マークス家
305. フェアヘイヴン男爵（英語版） (1961年) ブロートン家
306. セント・メロンズのレイトン男爵（英語版） (1962年) シーガー家
307. ブレイン男爵（英語版） (1962年) ブレイン家
308. オルディントン男爵（英語版） (1962年) ロウ家
309. インチャイラ男爵（英語版） (1962年) ミラー家
310. シルソー男爵（英語版） (1963年) エヴァ家
311. フリートのトムソン男爵 (1964年) トムソン家
312. マートンミア男爵（英語版） (1964年) ロビンソン家
313. シェーフィールド男爵（英語版） (1964年) マーキンズ家
314. イングルウッド男爵 (1964年) フレッチャー＝ヴェーン家
315. グレンデヴォン男爵（英語版） (1964年) ホープ家
316. ウェストベリーのグリムストン男爵 (1964年) グリムストン家
317. レンウィック男爵（英語版） (1964年) レンウィック家
318. セント・ヘレンズ男爵 (1964年) ヒューズ＝ヤング家
319. マーガデール男爵（英語版） (1965年) モリソン家（英語版）